# Фемелиди, Александр Михайлович
Фемелиди Александр Михайлович (1871—1937) — одесский юрист, член окружного суда, литературовед, библиограф, коллекционер. По происхождению грек.

## Биография
Закончил Новороссийский университет.
Создатель крупной работы по нотариату «Русский нотариат» (Санкт-Петербург, 1902). Этот редкий труд и сегодня используют многие студенты юристы по всем странам бывшего СССР. «Русский нотариат» был переиздан в 2005 году в серии «Золотые страницы российского нотариата» (вып. 1). Также он автор книги: Фемелиди А. М. Репетиториум по торговому праву. — Аккерман: Типография И. М. Гринштейна, 1900. — 324 с.
Фемелиди — автор первой в европейском литературоведении монографии, посвящённой творчеству Г. Сенкевича (Одесса, 1904, с параллельным текстом на польском языке).
Ему принадлежит обширный оставшийся в рукописи (архив РГАЛИ) энциклопедический «Словарь литературы и искусства» (40 тысяч имён и названий), используемый в качестве источника во многих статьях словаря «Русские писатели 1800—1917».

## Семья
Отец - Михаил Константинович Фемелиди, судовладелец, городской голова Аккермана. Сын — композитор Владимир Фемелиди.